# Tronco tirocervical
El tronco tirocervical es una arteria que constituye una de las tres ramas de la primera porción de la arteria subclavia; emite numerosas ramas para irrigar las vísceras del cuello, el plexo braquial, los músculos del cuello y la anastomosis escapular.

## Recorrido
El tronco nace de la pared anterosuperior de la arteria subclavia, lateralmente respecto a la arteria vertebral, adyacente al músculo escaleno anterior en la parte anteroinferior del cuello y desciende como un tronco corto y robusto, emitiendo cuatro ramas:

### Ramas
- La arteria tiroidea inferior, que es la mayor y más importante rama del tronco. Emite múltiples pequeñas ramas a través de la fascia pretraqueal para irrigar la laringe, tráquea, esófago y glándulas tiroides y paratiroides, así como los músculos adyacentes, por lo cual es conocida como la arteria visceral principal del cuello.[1]

- La arteria supraescapular, que irriga los músculos posteriores de la escápula, lugar en el que se anastomosa con el plexo arterial escapular o anastomosis escapular. Puede nacer directamente de la tercera porción de la arteria subclavia.[1]

- La arteria cervical ascendente, que es una pequeña arteria que emite muchas pequeñas ramas espinales que alcanzan los agujeros intervertebrales del cuello así como pequeñas ramas musculares hacia los músculos laterales de la parte superior del cuello.[1]

- La arteria transversa del cuello, que es una arteria corta que luego se bifurca en las ramas superficial y profunda, las cuales emiten ramas para su vasa nervorum.[1] Sus ramas son:

- La rama superficial de la arteria transversa del cuello o arteria cervical superficial.
- La arteria dorsal de la escápula, que irriga los músculos elevador de la escápula, romboides mayor y romboides menor, y contribuye en la anastomosis arterial escapular. Puede nacer directamente de la tercera o la segunda porción de la arteria subclavia.

La arteria transversa del cuello está presente en alrededor de un tercio de los casos. En el resto, la arteria dorsal de la escápula y las arterias cervicales superficiales nacen separadamente.

### Árbol arterial completo
Según la Terminología Anatómica de 1998, presenta las siguientes ramas:
A12.2.08.042 Tronco tirocervical (truncus thyrocervicalis)
A12.2.08.043 Arteria tiroidea inferior (arteria thyroidea inferior)
- A12.2.08.044 Arteria laríngea inferior (arteria laryngea inferior)
- A12.2.08.045 Ramas glandulares (arteria tiroidea inferior) (rami glandulares (arteriae thyroideae inferioris))
- A12.2.08.046 Ramas faríngeas (arteria tiroidea inferior) (rami pharyngeales (arteriae thyroideae inferioris))
- A12.2.08.047 Ramas esofágicas (arteria tiroidea inferior) (rami oesophageales (arteriae thyroideae inferioris))
- A12.2.08.048 Ramas traqueales (arteria tiroidea inferior) (rami tracheales (arteriae thyroideae inferioris))

A12.2.08.049 Arteria cervical ascendente (arteria cervicalis ascendens)
- A12.2.08.050 Ramas espinales (arteria cervical ascendente) (rami spinales (arteriae cervicalis ascendentis))

A12.2.08.051 Arteria supraescapular (arteria suprascapularis)
- A12.2.08.052 Rama acromial (arteria supraescapular) (ramus acromialis (arteriae suprascapularis))

A12.2.08.053 Arteria transversa del cuello; arteria cervical transversa (arteria transversa colli; arteria transversa cervicis)
- A12.2.08.054 Rama superficial (arteria transversa del cuello) (ramus superficialis (arteriae transversae colli))

- A12.2.08.055 Rama ascendente (rama superficial de la arteria transversa del cuello); rama ascendente (arteria cervical superficial) (ramus ascendens (rami superficialis arteriae transversae colli); ramus ascendens (arteriae superficialis cervicalis))
- A12.2.08.056 Rama descendente (rama superficial de la arteria transversa del cuello); rama descendente (arteria cervical superficial) (ramus descendens (rami superficialis arteriae transversae colli); ramus descendens (arteriae superficialis cervicalis))

- A12.2.08.057 Rama profunda (arteria transversa del cuello); arteria dorsal de la escápula (ramus profundus (arteriae transversae colli); arteria dorsalis scapulae)

- A12.2.08.058 Arteria dorsal de la escápula (arteria dorsalis scapulae)